# The Cyber House Rules
The Cyber House Rules (рус.  «Правила Компьютерного Дома») — девятый эпизод третьего сезона мультсериала «Футурама». Североамериканская премьера этого эпизода состоялась 1 апреля 2001 года.

## Сюжет
На встрече выпускников приюта Лила встречается со своей детской любовью Адлаем Аткинсом, который, став пластическим хирургом, добавляет ей второй глаз. Тем временем Бендер с целью получения детского пособия усыновляет 12 детей.
Отношения Адлая и Лилы развиваются, и они решают усыновить ребёнка. Бендер же получает по 100 баксов за каждого воспитанника, но после подсчётов выясняет, что тратит по 110. Он решает продавать детей. Лила выбирает девочку с ухом на лбу, над которой, как и когда-то над ней самой, издеваются сверстники. Адлай соглашается, но предлагает провести операцию над ребёнком, но Лила отвергает эту идею, поняв, что и ей она была не нужна.
Бендер отдаёт детей в детский дом и, хоть и не признаёт этого, скучает по ним.

## Персонажи
Список новых или периодически появляющихся персонажей сериала
- Дебют: Адлай Аткинс
- Эльзар
- Уолт, Ларри и Ингар
- Директор Вогель